# Canton de Crécy-la-Chapelle
Le canton de Crécy-la-Chapelle est une ancienne division administrative française, située dans le département de Seine-et-Marne et la région Île-de-France.

## Composition
Le canton de Crécy-la-Chapelle groupait 18 communes jusqu'en mars 2015 :
- Bouleurs, 1 460 habitants
- Boutigny, 863 habitants
- Condé-Sainte-Libiaire, 1 429 habitants
- Couilly-Pont-aux-Dames, 2 074 habitants
- Coulommes, 411 habitants
- Coutevroult, 799 habitants
- Crécy-la-Chapelle, 4 122 habitants
- Esbly, 5 612 habitants
- La Haute-Maison, 262 habitants
- Montry, 3 250 habitants
- Quincy-Voisins, 5 026 habitants
- Saint-Fiacre, 377 habitants
- Saint-Germain-sur-Morin, 3 411 habitants
- Sancy-les-Meaux, 359 habitants
- Vaucourtois, 212 habitants
- Villemareuil, 381 habitants
- Villiers-sur-Morin, 1 707 habitants
- Voulangis, 1 467 habitants

## Représentation

### Conseillers généraux de 1833 à 2015
| 1833 | 1848             | Charles Philippe Dumoulin du Lys (1782-1864)    |                    | Ancien inspecteur des Eaux et Forêts Propriétaire à Saint-Martin-lès-Voulangis Maire de Crécy-la-Chapelle                                    |  |  |  |  |
| 1848 | 1874             | Comte Audéric de Moustier                       | Droite             | Agriculteur, propriétaire à La Chapelle-sur-Crécy                                                                                            |  |  |  |  |
| 1874 | 1891 (décès)     | Jean Dethomas                                   | Union républicaine | Propriétaire à Montigny (Esbly) Député de Seine-et-Marne (1881 → 1885)                                                                       |  |  |  |  |
| 1891 | 1934             | Comte Édouard de Moustier (1853-1940)           | URD                | Avocat à la Cour d'Appel de Paris Propriétaire à La Chapelle-sur-Crécy                                                                       |  |  |  |  |
| 1934 | 1940             | Jean de Moustier (fils du précédent, 1884-1968) | URD                | Officier d'aviation, propriétaire Maire de La Chapelle-sur-Crécy                                                                             |  |  |  |  |
|      |                  |                                                 |                    | |  |  |  |  |
| 1943 | 1945             | Maurice Cloud (1903-1985)                       |                    | Cultivateur Maire de Bailly-Romainvilliers Conseiller d'arrondissement Nommé conseiller départemental par le Gouvernement de Vichy           |  |  |  |  |
|      |                  |                                                 |                    | |  |  |  |  |
| 1945 | 1951             | Joseph Bailloux                                 | RI                 | Notaire Maire de Quincy-Voisins |  |  |  |  |
| 1951 | 1966 (démission) | Jean de Moustier                                | DVD                | Maire de Crécy-en-Brie |  |  |  |  |
| 1966 | 1982             | Antoine de Moustier (fils du précédent)         | RI                 | Maire de La Chapelle-sur-Crécy (1961 → 1972) puis de Crécy-la-Chapelle (1977 → 1995)                                                         |  |  |  |  |
| 1982 | 1988             | Robert Héraud                                   | UDF                | Médecin Député de Seine-et-Marne (3e circ.) (1978 → 1981) Vice-président du conseil général                                                  |  |  |  |  |
| 1988 | 1994             | Antoine de Moustier                             | UDF                | Chef d'entreprise Maire de La Chapelle-sur-Crécy (1961 → 1972) puis de Crécy-la-Chapelle (1977 → 1995)                                       |  |  |  |  |
| 1994 | 2005 (démission) | Michel Houel                                    | RPR                | Gérant de société Suppléant du député Guy Drut (1997-2002) Maire de Crécy-la-Chapelle (2001 → 2015) Sénateur de Seine-et-Marne (2004 → 2016) |  |  |  |  |
| 2005 | 2015             | Valérie Pottiez-Husson                          | UMP                | Professeur des écoles Maire d'Esbly (1993 → 2020)                                                                                            |  |  |  |  |

### Conseillers d'arrondissement (de 1833 à 1940)
| Période | Période      | Identité                       | Étiquette     | Qualité                                                                    |
| --- | ------------ | ------------------------------ | ------------- | -------------------------------------------------------------------------- |
| 1833 | 1845         | M. Papillon                    |               | Propriétaire, maire de Serris                                              |
| 1845 | 1871         | Marc Romain Bruneau            |               | Notaire honoraire, juge de paix à Crécy                                    |
| 1871 | 1880         | Cyprien Borgnon (1825-1912)    | Républicain   | Vétérinaire, maire de Couilly                                              |
| 1880 | 1890 (décès) | Raphaël-Augustin-Denis Pottier | Républicain   | Maire de La Chapelle                                                       |
| 1890 | 1895         | Pierre-Adolphe Didier          | Républicain   | Propriétaire, maire de Voulangis (1886-1893)                               |
| 1895 | 1925         | Victor Barillon                | Radical       | Propriétaire, maire de Crécy-en-Brie                                       |
| 1925 | 1927 (décès) | Philippe Pigornet              | Bloc National | Médecin, maire de Crécy-en-Brie                                            |
| 1927 | 1938 (décès) | René Benoist (1869-1938)       | Droite        | Rentier, maire de Quincy-Voisins                                           |
| 1938 | 1940         | Maurice Cloud (1903-1985)      |               | Cultivateur, Président du syndicat laitier, maire de Bailly-Romainvilliers |
| Les conseils d'arrondissement ont été suspendus par la loi du 12 octobre 1940 et n'ont jamais été réactivés |              |                                |               |                                                                            |

## Démographie
| 1975   | 1982   | 1990   | 1999   | 2006   | 2011   | 2012   |
| ------ | ------ | ------ | ------ | ------ | ------ | ------ |
| 18 614 | 22 158 | 26 169 | 29 823 | 32 321 | 34 605 | 34 873 |